# Акротирі (Крит)
35°33′ пн. ш. 24°8′ сх. д. / 35.550° пн. ш. 24.133° сх. д.

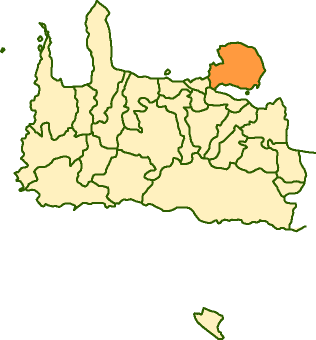
Карта Акротирі

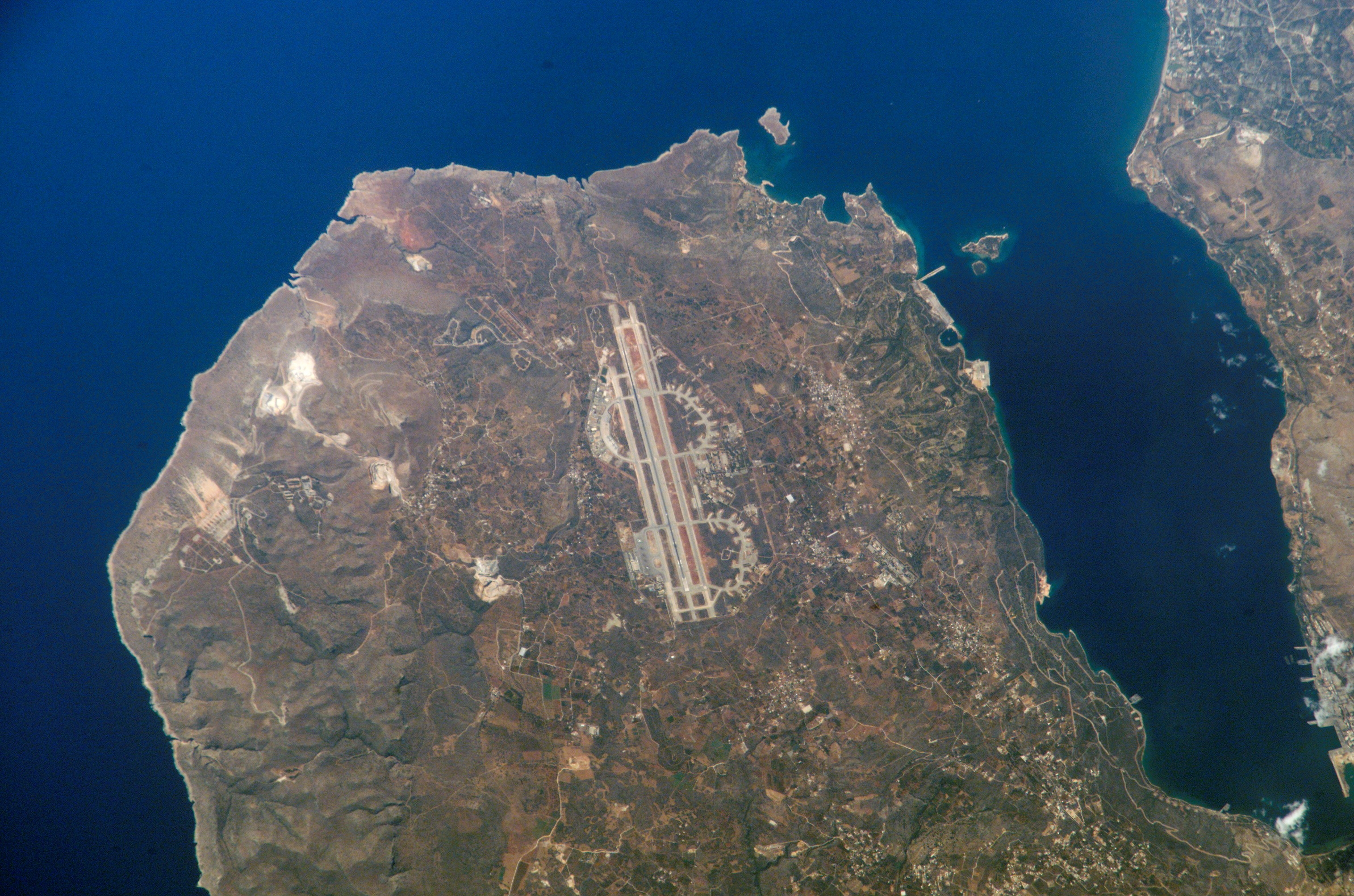
Вид з супутника на півострів Акротирі. У центрі — аеропорт Ханія

Акроти́рі або Акроті́рі (грец. Ακρωτήρι, буквально — «мис») — півострів і колишній муніципалітет (дим) у складі ному Ханья, на острові Крит, Греція. У результаті реформи місцевого самоврядування 2011 року входить до складу муніципалітету (дима) Ханья як дрібна адміністративна одиниця. Центром колишнього муніципалітету Акротирі було селище Піфарі. Інше село, Ставрос, стало знаменитим завдяки фільму «Грек Зорба».

## Географія і ландшафт

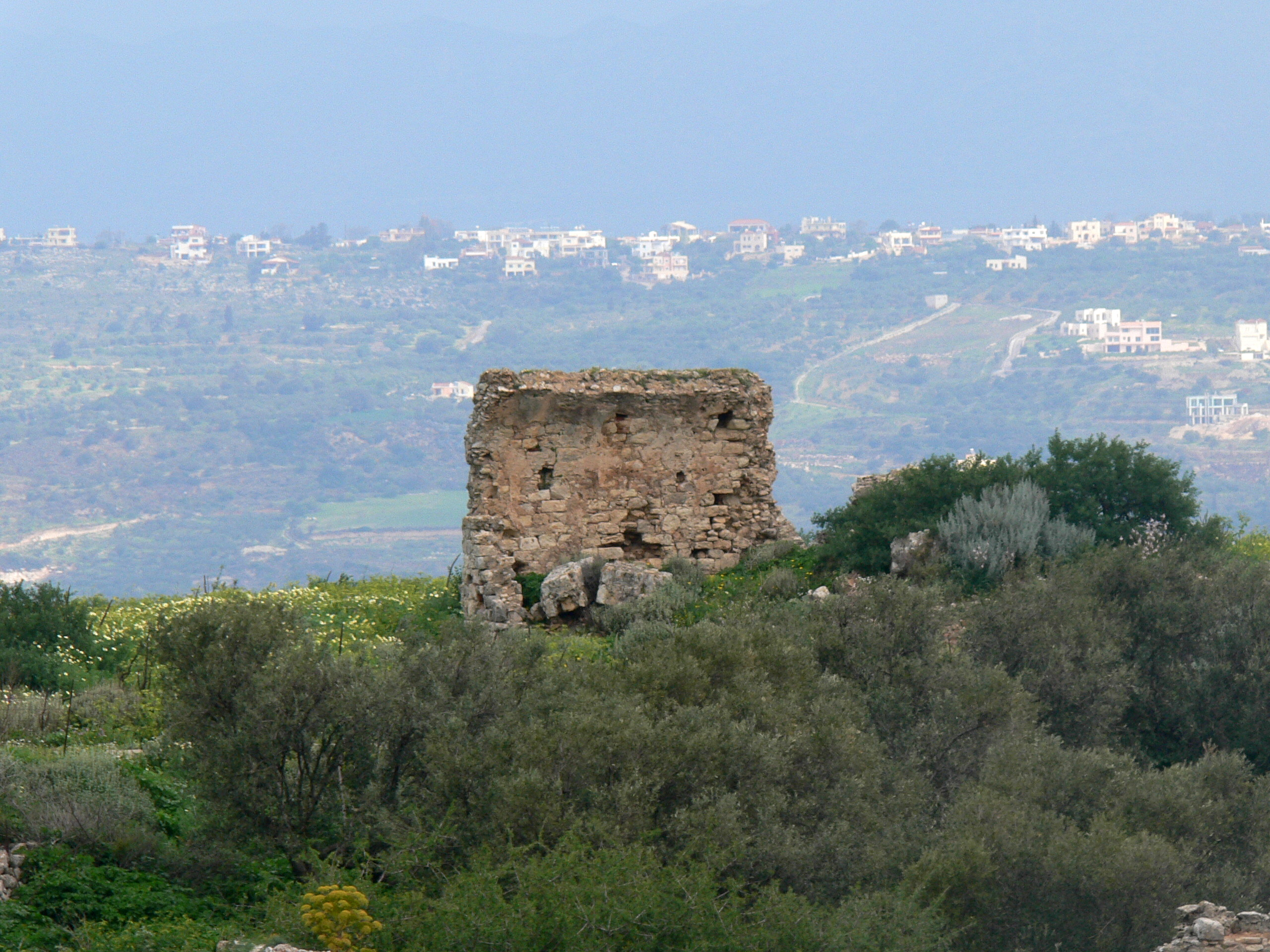
Руїни стародавнього міста Аптера

Акротирі являє собою скелястий мис на північній частині в західній частині острова Крит в Критському морі. За формою нагадує коло, і з'єднується з островом широкою перемичкою між Ханьєю і містечком Суда. Південніше, між півостровом і островом Крит, розташована бухта Суда.
Велика частина півострова являє собою піднесене над морем плато. Уздовж північного узбережжя розташовується гряда пагорбів.
На скелях є рослинність, в тому числі трав'яниста рослина Taraxacum minimum.

## Історія
Найбільш рання історія сходить до заснування мінойського міста Кідонія, яке і в античні часи зберігало своє важливе значення. Згідно з Гомером, місцеві мешканці (кідони) відрізняли себе від інших критян.
В античні часи мис називався Кіамон, а візантійці називали його Харака.
На пагорбах на півночі півострова розташовані три монастирі. Монастир Ая-Тріада (Свята Трійця) заснували в 17 столітті два венеційських ченця, перейшовші в православну віру — Єремія і Лаврентій Джанкароло. Вони полагодили старий монастир, який спорудила родина Муртарі. Будинки видно з іншого кінця плато і з повітря літаків, що прибувають в аеропорт, навколо них ростуть оливкові й апельсинові дерева. Між горбами йде автомобільна дорога, якою можна дістатися до монастиря Гувернетос, за 5 км на північ від Святої Трійці. Тут велика чотирикутна будівля з двором в центрі по виду нагадує фортецю, а в центрі стоїть церква Богородиці.
На Акротирі знаходяться могили видатних діячів Першої грецької республіки Е. Венізелоса і його сина Софокліса на височини над Ханієй, в тому місці, де вони в 1897 р підняли над своєю штаб-квартирою грецький прапор на знак непокори Османській імперії, що поклало початок Критського повстання.

## Транспорт

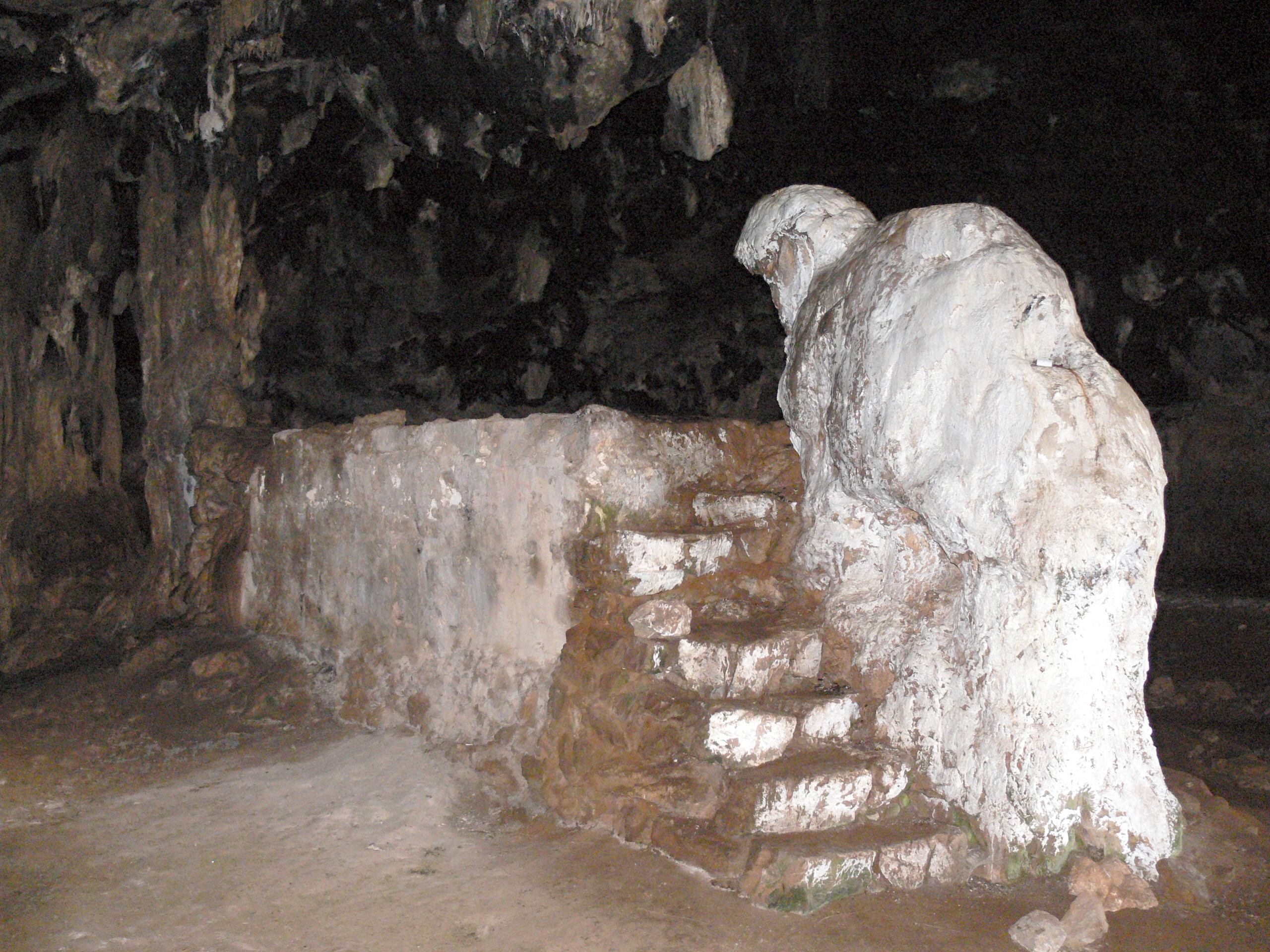
Печера Аркудіотиса

З монастиря Гувернето веде піша стежка до печери Аркудіотиса («ведмедиця»), де один з сталагмітів, на думку місцевих, нагадує ведмедицю своєї формою. Вважається, що цю печеру використовували як місце для моління з давніх часів (оскільки є свідчення культу Артеміди і Аполлона), проте в християнські часи воно було присвячено Богородиці. У місцевих печерах жили християнські відлюдники. Далі від печери, після спуску з 140 сходинок, знаходиться чернеча церква-кафолікон (третій з монастирів, нині занедбаний), імовірно засноване Іоанном відлюдником в 5-6 ст. на скелястій кручі і частково є частиною скелі. Поверх занедбаних будівель в даний час ростуть інжирові дерева.
На центральному плато півострова розташований міжнародний аеропорт Ханья ім. Іоанніса Даскалоянніса (код IATA: CHQ, ICAO: LGSA), куди з м Ханья можна дістатися на автомобілі, таксі або громадському транспорті. На Акротирі розташовані різні курортні селища, в тому числі Ставрос, Калафас та Марафі.

## Line notes
1. ↑  Kallikratis law [Архівовано 13 листопада 2018 у Wayback Machine.] Greece Ministry of Interior (гр.)
2. ↑   S.T.Williamson, 1933
3. ↑   A.Strid, 1996.
4. ↑   CMHogan, 2008